# Купусијада
Купусијада је традиционална пољопривредно–туристичка манифестација која се одржава сваке године у септембру у Мрчајевцима. Покровитељ манифестације је Град Чачак, а организатори манифестације су Туристичка организација Чачка и Савет „Купусијаде”.

## O манифестацији
Манифестација Купусијада у Мрчајевцима се организује од 2002. године у трајању од три дана, увек трећег викенда у септембру. Манифестација је  такмичарског карактера – такмичари припремају купус из земљаног лонца, такозвани свадбарски купус и такмиче се у три категорије: екипе и појединци, угоститељи и ”Цело село кува”. Такмичење почиње у суботу ујутру и траје до недеље послеподне, када се победницима уручују награде: златни, сребрни и бронзани лонац.
Посебна пажња на манифестацији Купусијада у Мрчајевцима се поклања произвођачима купуса и онима који желе да сазнају нешто више о купусу кроз стручне скупове о новим сортама, технологији производње, преради и пласману купуса и производа од купуса.
Програмом Купусијаде предвиђене су пољопривредне изложбе, изложбе механизације, опреме и заштитних средстава и прерађевина од воћа и поврћа, такмичење у припремању јела од купуса. Пратеће догађаје чини богат културно-уметнички програм са концертима познатих естрадних уметника, Народног оркестра и бројних фолкорних ансамбала.

#### Обреновање
Значајну пажњу привлачи део програма под називом Обреновање, посвећено познатом текстописцу и композитору изворних народних песама Обрену Пјевовићу. Сваке године се одржава двочасовни концерт најлепших песама које је компоновао Обрен Пјевовић, који изводе познати извођачи, Оливера Катарина, Мирослав Илић и други.

### Припрема купуса из земљаног лонца
У земљане лонце који су изнутра подмазани домаћом машћу,слаже се ред киселог купуса, ред јунетине, па опет ред купуса, ред свињетине, још један ред купуса, а по њему овчетина и све тако до врха лонца. Између слојева се додаје слатка и љута алева паприка, лорберов лист, црни лук, бибер у зрну и зачини који представљају кулинарску тајну сваког такмичара. Сматра се да што је више врста меса у лонцу, купус је бољи. Све се то крчка на тихој ватри од букових цепаница у трајању од неколико сати (што зависи од величине лонца). Тих дана свадбарски купус се кува у кафанама, а припрема га и локално становништво да би угостило пријатеље.